# 人穴富士講遺跡

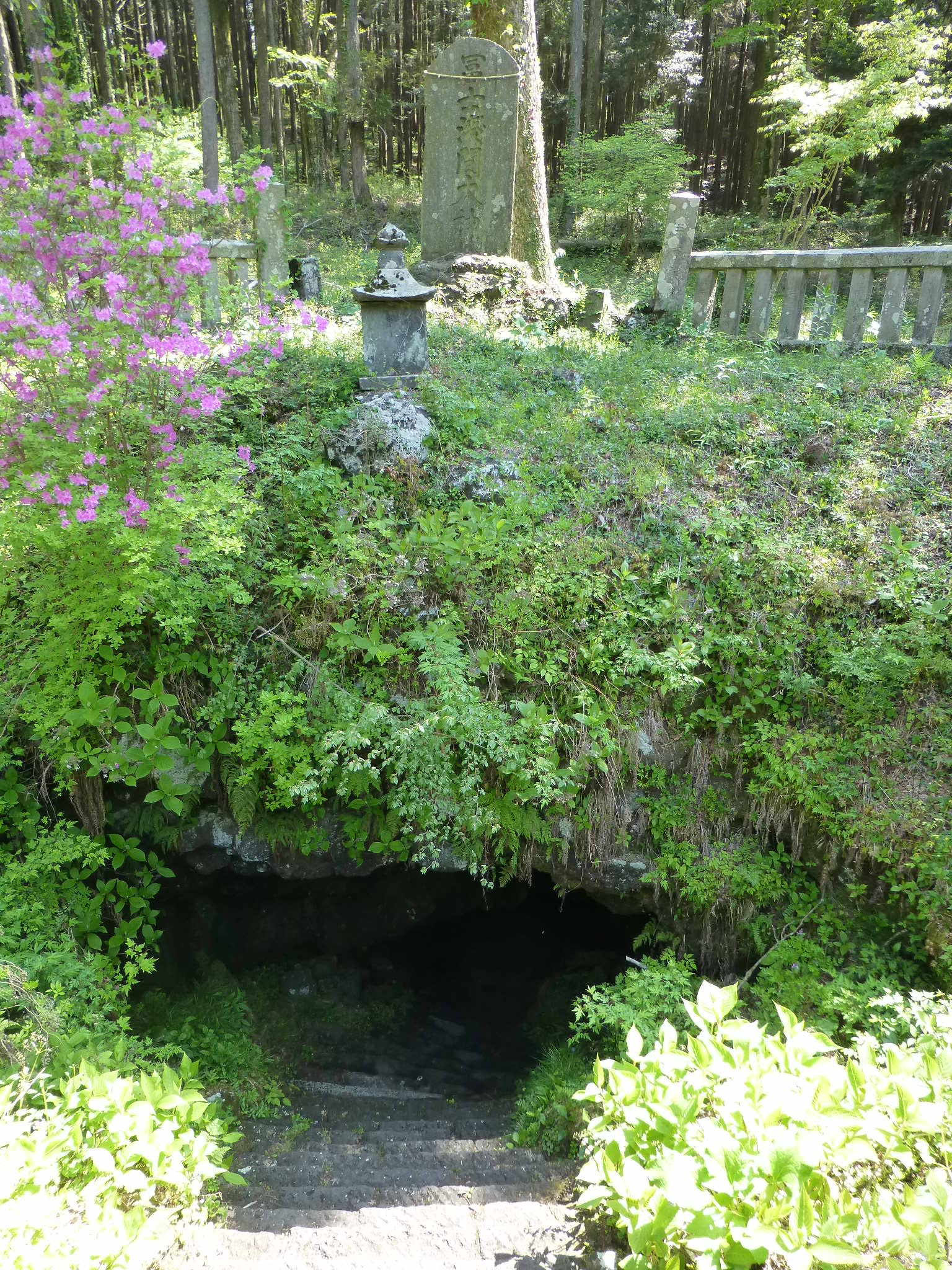
富士浅間大神碑と人穴

人穴富士講遺跡（ひとあなふじこういせき）は、静岡県富士宮市人穴にある富士講に関わる史跡群。国の史跡に指定されている（史跡「富士山」のうち）。
「富士山－信仰の対象と芸術の源泉」の構成資産の一部として世界文化遺産に登録されている。

## 概要
人穴は角行が16世紀から17世紀にかけて修行を行い、浅間大菩薩による啓示を得、また入滅した場だと伝わる。『吾妻鏡』によると、「浅間大菩薩（浅間大神）の御在所」とみられていたという。
人穴の地は、角行が浄土としたために、富士講信者も聖地とするようになり、参詣や修行が行われた。その信者の多くは吉田口登山道の利用者であり、吉田と人穴を結ぶ道として中道往還が利用されたと考えられている。なお、富士講の衰退により、碑塔の建設は1964年以降は行われていない。
2013年（平成25年）6月22日 - 「富士山－信仰の対象と芸術の源泉」の構成資産の一部として世界文化遺産（日本の文化遺産としては13箇所目）に登録された。

## 人穴洞穴
富士山の噴火でできた溶岩洞穴である。現在は崩壊の恐れがあり、入洞禁止である。洞穴は南西の端が進入口。洞穴内には祠と碑塔3基と石仏4基が建立されている。入口から約20ｍ位置に祠が、30ｍの屈曲部手前中央には直径約5ｍの溶岩柱がある。最奥部までは約80～90ｍで、そのまま閉塞していると考えられている。

## 人穴浅間神社

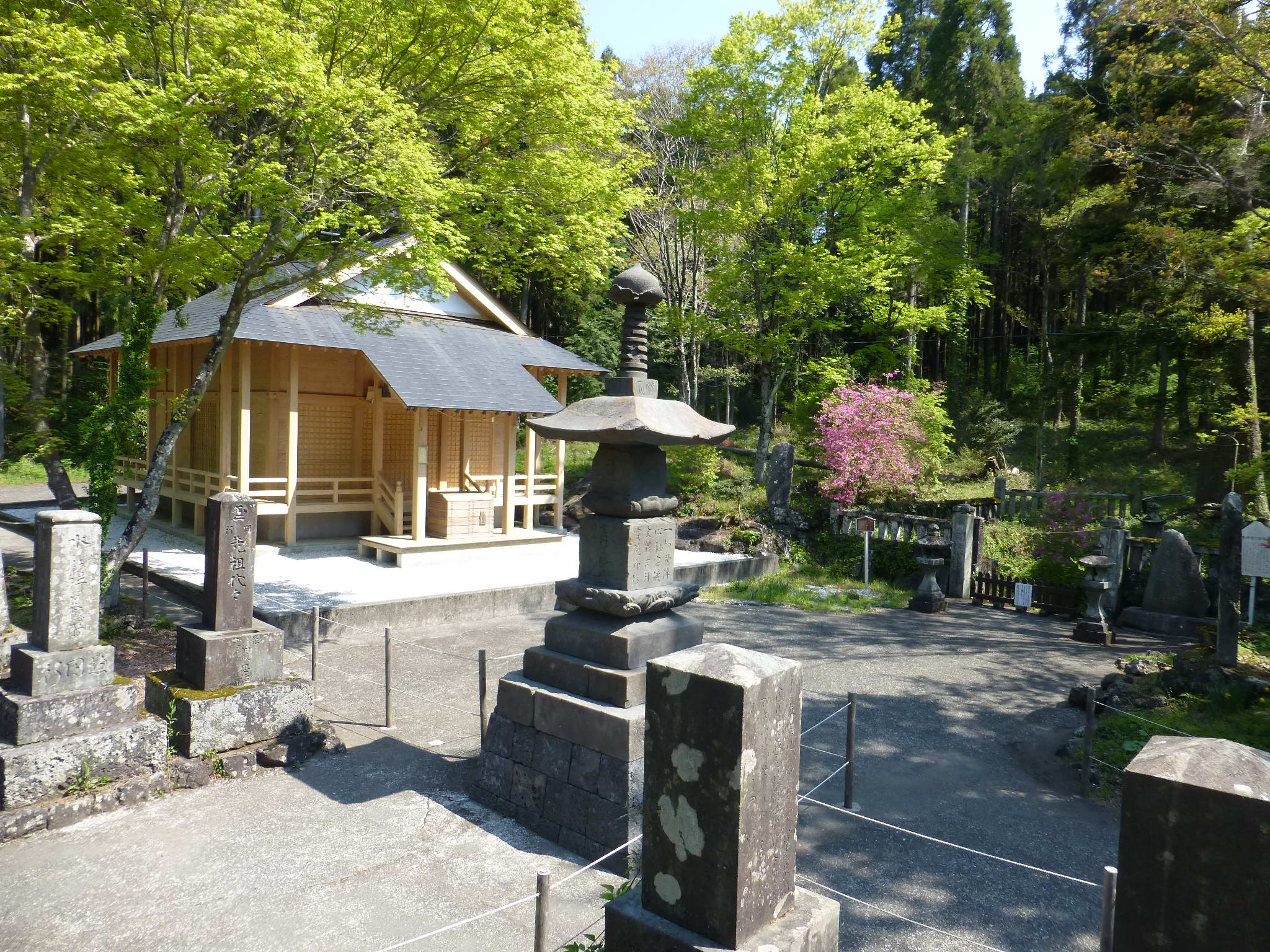
人穴浅間神社

全国にある浅間神社の一社。正式名は「人穴」が付かず浅間神社。主祭神は富士山本宮浅間大社同様にコノハナノサクヤビメの他、角行、徳川家康である。人穴を管理する神社であるとの指摘もある。なお明治以前は寺院であり、境内には現在も大日堂が残る。
富士講信者たちが多数埋葬された墓碑が300以上あるとされ、角行の墓碑の他、食行身禄や村上光清に関する墓碑も多数みられる。

### 歴史
- 1648年 - 創建。及び1665年で前身である光侎寺が富士講二世日珀、三世珀心により再興されたことに始まるという[2]。
- 1942年（昭和17年） - 少年戦車兵学校の開校に伴い地区の山野が演習地となるため、浅間神社も移転
- 1954年（昭和29年） - 復興
- 2001年（平成13年） - 現在の社殿建立
- 2010年（平成22年） - 6月3日に冨士教の信者たちにより、角行が富士山で修行開始後450年が経ったとして「450年記念大祭」が開催された[5]。

### 碑塔群
233基の碑塔からなる。

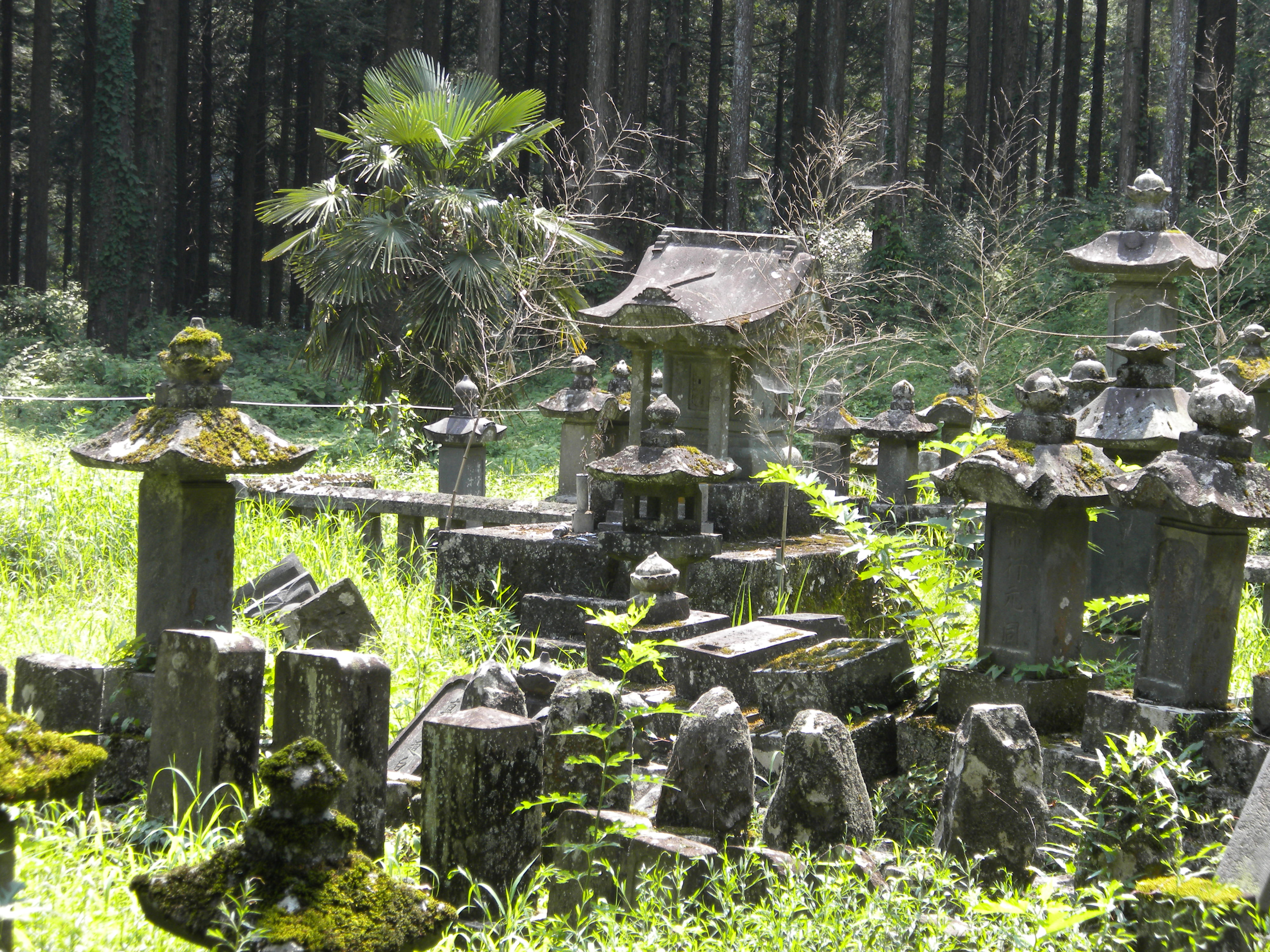
碑塔群の一部

建立年代のわかる碑塔は89基ある。富士講が隆盛した18世紀末から19世紀前半に建立されたものが一番多く、銘にみられる地名は6割近くが江戸下町のものである。逆に静岡県内の地名がみられるものは1基のみである。その89基の中で一番古い年代に作成されたとされる碑塔は、洞穴内に位置する1664年（寛文4年）建立のものである。この碑塔は富士構成立以前のものである。また碑塔群には角行の供養碑などが含まれる。祈願奉納碑に区別されるものが35基、顕彰祈念碑に区別されるものが7基、墓碑供養碑に区別されるものが188基、道標が1基である。祈願奉納碑は「富士仙元」等の銘が彫られた祈願を主としたもので、顕彰祈念碑は講名や笠印などを記した記念碑であり、祈願奉納碑は戒名や行名を記したものである。建立された「墓碑供養碑」「祈願奉納碑」「顕彰記念碑」などは、講(枝講)ごとにまとまっており、刻銘から、各講の歴史や構成地域を知ることができる。現在は、碑塔群内に入ることは出来ない。